# Vila fortificada de la Roca d'Albera

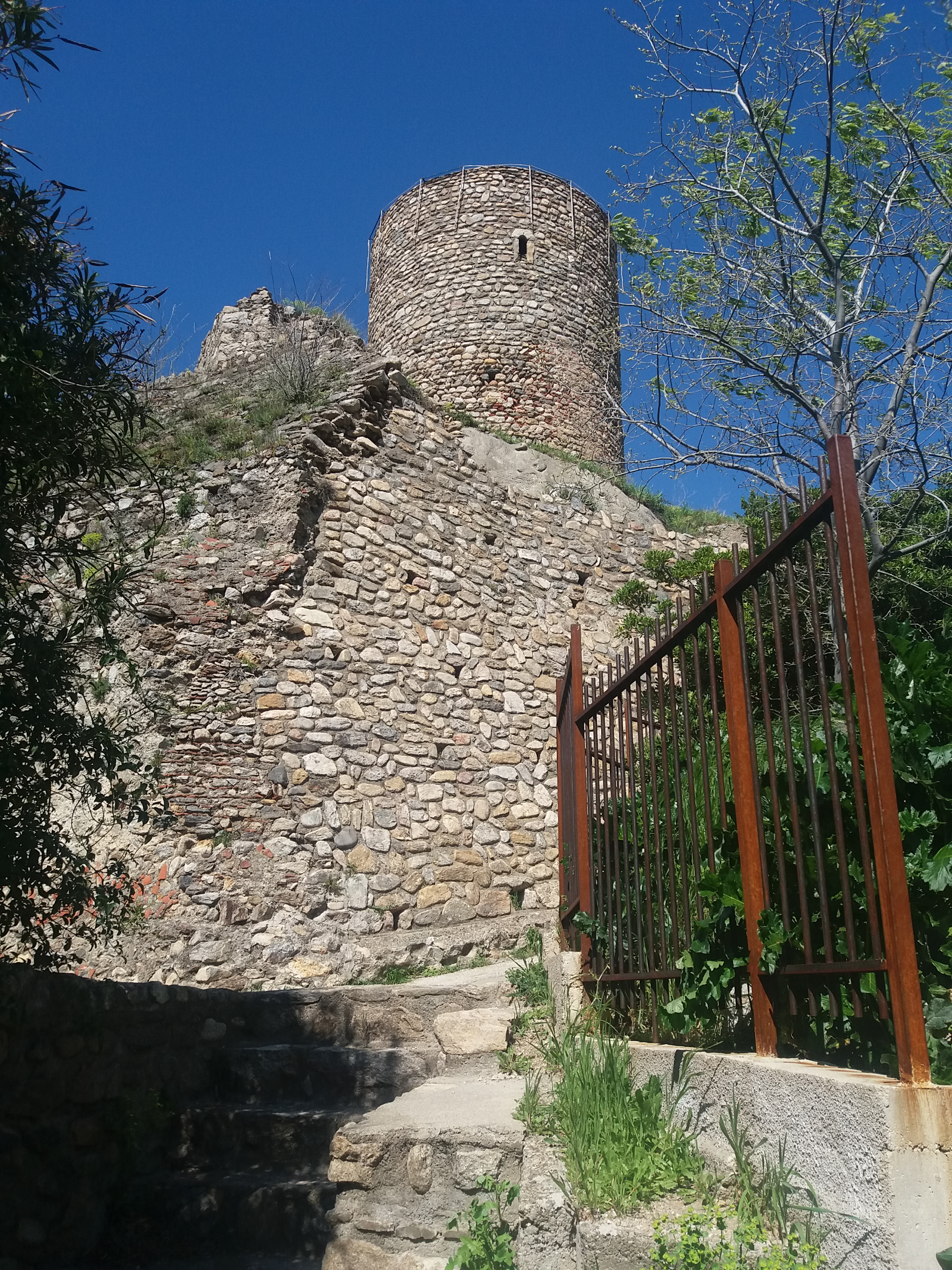
La vila fortificada

La Vila fortificada de la Roca d'Albera és la vila murada, fortificada, medieval d'estil romànic del poble de la Roca d'Albera, a la comarca del Rosselló, Catalunya Nord.
De forma circular, envoltava la totalitat de la cellera castral construïda al voltant del turó on es dreça el castell.
El lloc de la Roca d'Albera, antigament Roca Frusindi (854) és profusament documentat en textos altmedievals i medievals: 854, 883, 944, 967, 976... Havia estat en possessió d'un hispà anomenat Hadefons, qui ho va cedir als seus fills Sumnold i Riculf, als quals confirmava el 854 el rei Carles el Calb. El monestir de Sant Genís de Fontanes hi posseïa alous, tant al poble de la Roca com als Torrents, o als Alemanys.
De forma quasi circular, és de fet un polígon pentagonal d'uns 100 metres d'est a oest i uns 110 de nord a sud. Els carrers de l'interior de les muralles s'organitzen per pujar cap al castell, situat al centre. Al costat nord-est, integrada en la muralla, hi ha l'església parroquial de Sant Feliu i Sant Blai. El conjunt de les muralles és del segle xiii.